# Volta a Llombardia 1969
La Volta a Llombardia 1969 fou la 63a edició de la clàssica ciclista Volta a Llombardia. La cursa es va disputar el diumenge 11 d'octubre de 1969, sobre un recorregut de 266 km. El vencedor final fou el belga Jean-Pierre Monseré (Flandria-De Clerck-Krüger), que s'imposà davant del seu compatriota Herman Van Springel (Dr. Mann-Grundig) i l'italià Franco Bitossi (Filotex).

## Classificació general
|    | Ciclista               | Equip                     | Temps     |
| -- | ---------------------- | ------------------------- | --------- |
| 1  | Jean-Pierre Monseré    | Flandria-De Clerck-Krüger | 6h 38' 54 |
| 2  | Herman Van Springel    | Mann-Grundig              | m.t.      |
| 3  | Franco Bitossi         | Filotex                   | m.t.      |
| 4  | Martin Van Den Bossche | Faemino-Faema             | m.t.      |
| 5  | Raymond Poulidor       | Mercier-BP-Hutchinson     | m.t.      |
| 6  | Georges Pintens        | Mann-Grundig              | m.t.      |
| 7  | André Poppe            | Mann-Grundig              | m.t.      |
| 8  | Raymond Delisle        | Peugeot-Esso-Michelin     | m.t.      |
| 9  | Jan Janssen            | Bic                       | + 19"     |
| 10 | Antoon Houbrechts      | Flandria-De Clerck-Krüger | m.t.      |